# Дзига Вертов
Дзи́га Ве́ртов (при рождении Давид А́белевич Ка́уфман, впоследствии известен также как Дени́с Абра́мович и Денис Арка́дьевич Кауфман; 21 декабря 1895 [2 января 1896], Белосток — 12 февраля 1954, Москва) — советский кинорежиссёр и сценарист, один из основателей и теоретиков документального кино. Обогатил кинематограф множеством приёмов и техник, включая методики «скрытая камера» и «киноглаз». Его фильм «Человек с киноаппаратом» (1929) часто называют величайшим из всех документальных фильмов в истории.
Старший брат кинооператоров Бориса Кауфмана и Михаила Кауфмана. 1-й брак (с 1918 по 1920) — Ольга Петровна Тоом (1895, Эстония — 1978, Москва), работала в газете «Правда» и в секретариатах Надежды Крупской и Марии Ульяновой, часто сопровождала их в агитпоездах. 2-й брак (с 1923) — Елизавета Свилова.

## Биография
Я, слуга рабочего класса, отдаю все силы без остатка на службу этому классу не по принуждению, а сознательно и добровольно.Дзига Вертов
Давид Абелович Кауфман родился 21 декабря 1895 (2 января 1896) года в Белостоке (Гродненская губерния, Российская империя; ныне Польша) в семье букиниста Абеля Кушелевича Кауфмана, владевшего книжным складом и двумя книжными магазинами, содержателя и попечителя городской публичной библиотеки, и Хаи-Эстер (Фейги) Рахмиелевны Гальперн, дочери раввина, заключивших брак в Белостоке в 1894 году.
Трое братьев Кауфман учились в русских школах — Давид в реальном училище, Моисей (Михаил) в гимназии. Помимо школьного образования братья посещали музыкальную школу — Давид и Борис (Борух) играли на фортепиано, Моисей — на баяне.
Когда началась Первая мировая война, Кауфманы уехали в Киев, затем в Могилев. Когда подошло время призыва в армии, Давид как обладавший тонким музыкальным слухом был направлен в военно-кантонистское музыкантское училище в Чугуеве. Однако вскоре из-за слабых легких он был комиссован по состоянию здоровья. В 1916 году он поступил в Петроградский психоневрологический институт вместе со своим белостокским одноклассником и будущим знаменитым журналистом Михаилом Кольцовым. Затем он поступил на юридический факультет Московского университета, а также посещал лекции по математике.  В 1915 году начал использовать псевдоним Дзига Вертов (от укр. дзиґа — волчок). В конце 1917 года, Давид оставил учебу. В Москве он встретил Михаила Кольцова, который в мае 1918 года привел его в Московскй кинокомитет Наркомпроса, где он возглавлял группу кинохроники. Вертов стал работать в этой группе.
В 1918—1919 годах — составитель-монтажёр журнала «Кинонеделя». В 1919 году начинающий режиссер смонтировал из кинохроники (более 1000 монтажных планов) свой дебютный документальный фильм «Годовщина революции». События фильма охватывают период с Февральской революции до начала Гражданской войны. Долгое время фильм считался утраченным. Полный текст титров фильма, позволивший его реконструировать, был обнаружен в 2017 году в РГАЛИ, в фонде Маяковского.
В годы гражданской войны принимал участие в рейсах агитпоездов; в 1920 году сопровождал председателя ВЦИК М.И. Калинина на агитпоезде «Октябрьская революция», руководил съемками фильмов: «Бой под Царицыном» (1919), «Агитпоезд ВЦИК» (1921), «История гражданской войны» (1922).
С 1920 года — режиссёр-документалист, инициатор выпуска киножурнала «Кино-Правда» (1922—1924 годы). Под его руководством был сделан первый советский мультфильм «Сегодня» (1923).
Работал на студиях «Культкино», 3-й Госкинофабрике, Киевской кинофабрике ВУФКУ (1927—1930 гг.), «Межрабпомфильм», ЦСДФ.
Автор сценариев нескольких своих документальных фильмов, игрового фильма «Тебе, фронт!» (1942), мультипликационного фильма «Юморески». Автор нескольких статей по теории кино. Вертов первым из кинематографистов понял: кино не должно имитировать обычное зрение. Нужно удивлять зрителя — менять точки и скорость съемки, использовать неожиданные ракурсы, монтировать короткими планами. В статьях: «Мы, Он и я», «Киноки», «Переворот», «Кино-глаз» Вертов отрицал право художника на вымысел, видя задачу искусства в документировании действительности.
Фильм «Кино-глаз» в 1925 году получил серебряную медаль Всемирной выставки в Париже. В июне 1929 года Дзига Вертов, свободно владевший немецким языком, выступал с докладом «Что такое Кино-Глаз» в Ганновере, Берлине, Дессау, Эссене, Штутгарте. Но со студии Вертова уволили — «за бесплановость в работе и несоблюдение сметы». Дзига Вертов, Михаил Кауфман и Елизавета Свилова вынуждены уехать из Москвы. Следующие три с половиной года они жили и работали на Украине — главным образом в Киеве и Одессе. С переездом Вертова на Украину распалась группа «Киноки», руководителем которой он был.
Вертов является режиссёром одного из первых звуковых документальных фильмов «Симфония Донбасса» («Энтузиазм», 1930). Снимает «Три песни о Ленине» (1934), фильм в жанре образной кинопублицистики, который газета «Правда» назвала «Песней всей страны». Фильм «Колыбельная» (1937) посвящён двадцатилетнему пути страны, пройденному после революции. Фильм создавался в разгар Большого террора, и в итоге многое из него пришлось вырезать: «Много времени потерял на перемонтаж в связи с вырезыванием кадров с враждебными людьми, разоблаченными по окончании фильма. Под шумок заставили вырезать и невинных людей». Фильм был выпущен на экраны, но через пять дней снят с проката.
Во время Великой Отечественной войны снял фильмы «Кровь за кровь, смерть за смерть» (1941), «Клятва молодых» и «В горах Ала-Тау» (оба 1944), посвящённые борьбе советского народа с нацизмом и работе в тылу.   Его фильм «Тебе, фронт», сделанный в конце 1943 года, получил третью категорию и был выпущен в очень ограниченный прокат. Все дальнейшие кинопроекты Вертова отклонялись.
C 1944 года и до самой смерти он работал режиссёром-монтажёром над киножурналом «Новости дня» (всего выпустил 55 номеров).
При съёмке документальных фильмов Дзига Вертов использовал монтаж для целей пропаганды. Так, в фильме «Три песни о Ленине» воспевается как достижение советской власти снятие женщинами советского Востока паранджи уже в начале 1930-х годов. При этом режиссёр манипулирует документальным изображением для достижения идеологических целей. Образ «освобождённой женщины Востока» был создан Вертовым путём монтажа разрозненных кадров. В первых кадрах показана женщина из Хивы (судя по архитектуре) в узбекской парандже. Далее показано строительство железной дороги и туркменская женщина — у неё закрыта по традиции только нижняя часть лица. Последними в эпизоде появляются казахские женщины с открытыми лицами, которые никогда не носили паранджу. Таким образом, путём изображения женщин из разных мест с разными традициями, режиссёр с помощью монтажа показал эффект снятия паранджи.
Осенью 1953 года Дзиге Вертову поставили диагноз «рак желудка». Отказавшись от лечения, он умер 12 февраля 1954 года. Первоначально был похоронен на Миусском кладбище рядом могилой матери жены, в 1967 году перезахоронен на Новодевичьем кладбище (участок № 6).

## В литературе

Могила Вертова на Новодевичьем кладбище Москвы.

Дзига Вертов выступает под именем «Крайних-Взглядова, великого борца за идею кинофакта» и автора кинокартины «Беспристрастный объектив» в первоначальной редакции романа И.Ильфа и Е.Петрова «Золотой телёнок». Герой Ильфа и Петрова снимает урну крупным планом, так, что она «приобретает вид жерла сорокадвухсантиметрового орудия», а также «считает своей специальностью снимки под колёсами поезда».
В книге А.Рыбакова «Дети Арбата» упоминается Дзига Вертов: «"Октябрь" уже совершенно непонятен зрителю, опошлена великая тема. Вот вам Дзига Вертов! Вы не смотрели его «Симфонию Донбасса»? Хаос, пародия на действительность! Теперь Вертов работает над картиной о Ленине, — Вадим пожал толстыми плечами, — допустить Дзигу до такого материала?! Большие мастера, но пора определяться: с кем ты?» — и из слов персонажа романа Вадима Марасевича становится понятно изменившееся отношение к новаторам в искусстве.

## Награды
- Орден Красной Звезды (11.01.1935) — за особые заслуги в области создания и развития советской кинематографии[22]

## Память
В кинематографе
- Группа Дзиги Вертова — группа французских режиссеров, названна в честь Дзиги Вертова.
- 2013 — Красные горы (исп. Подгородинский Глеб)

Документальные фильмы, посвящённые Дзиге Вертову:
- 1966 — Мир без игры
- 2002 — в России вышли два документальных фильма о братьях Кауфман: «Дзига и его братья» Евгения Цымбала и «Все Вертовы» Владимира Непевного (оператором обоих был Александр Буров).

в 1986 году на здании ЦСДФ (Лихов переулок, 6) была установлена мемориальная доска с надписью: «Выдающийся режиссер документального кино Дзига Вертов работал на киностудии с 1932 по 1954 год».

## Фильмография
- 1918 — Годовщина революции
- 1919 — Кинонеделя
- 1919 — Процесс Миронова
- 1919 — Вскрытие мощей Сергия Радонежского
- 1920 — Бой под Царицыном
- 1921 — Агитпоезд ВЦИК
- 1922 — История гражданской войны[23]
- 1922 — Процесс эсеров
- 1924 — Советские игрушки
- 1924 — Кино-глаз
- 1924 — Даёшь воздух
- 1925 — Киноправда[24]
- 1926 — Шестая часть мира
- 1926 — Шагай, Совет!
- 1928 — Одиннадцатый
- 1929 — Человек с киноаппаратом[25]
- 1930 — Энтузиазм: Симфония Донбасса
- 1934 — Три песни о Ленине
- 1937 — Памяти Серго Орджоникидзе
- 1937 — Колыбельная
- 1938 — Три героини
- 1941 — Кровь за кровь, смерть за смерть
- 1942 — Тебе, фронт!
- 1944 — В горах Ала-Тау
- 1944 — Клятва молодых
- 1954 — Новости дня